# Steve Arneil

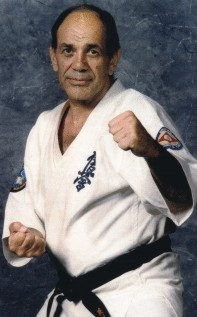
Steve Arneil

Steve Arneil (* 29. August 1934 in Krugersdorp, Südafrika; † 2. Juli 2021 in London) war ein britischer Budoka und Pionier des Karate (10. Dan Hanshi).

## Leben
Er studierte in Südafrika zunächst Judo und Kempō, bevor er 1960 zum Gōjū-ryū Karate unter Gogen Yamaguchi und letztlich zum Kyōkushin unter Mas’ Oyama wechselte. Arneil, der 1960 nach zweijährigem Japanaufenthalt das erste englische Dōjō des Kyōkushinkai eröffnete, bestritt 1965 erfolgreich einen 100-Mann-Kampf (Hyakunin-kumite).
Er war Mitbegründer der European Karate Organization (EKO), war ihr Vorsitzender von 1988 bis 1991 und erfolgreicher Trainer innerhalb der World Union of Karate Dō Organization (WUKO). Als ehemaliger Nationaltrainer (1968 bis 1976) gewann er mit dem britischen Team 1975 die Mannschaftswertung der 3. Weltmeisterschaft der WUKO in Long Beach, USA, und wurde im Anschluss als „der weltbeste Karate-Lehrer“ geehrt. Nach unüberbrückbaren Differenzen mit Mas’ Oyama verließ er 1991 dessen International Karate Organization (IKO) und gründete 1993 die unabhängige International Federation of Karate (IFK). Arneil ist verheiratet mit Oyamas Tochter Tsuyuko.
Arneil unterrichtete im „Wimbledon Kyōkushinkai Karate“ (Raynes Sports Ground) in London, Großbritannien.

## Werke
- Steve Arneil und Brian Fitkin (1982): The Fundamentals of Kyokushin Karate ISBN 91-7260-698-3
- Karate leichter lernen, BLV-Verlagsgesellschaft ISBN 3-405-11767-4
- Better Karate
- Modern Karate
- Karate – a Guide to unarmed Combat